# 石黒孝次郎
石黒 孝次郎（いしぐろ こうじろう、1916年（大正5年）3月28日 - 1992年（平成4年）3月2日）は、日本の実業家、古美術商。レストランクレッセント創業者。栄典は紺綬褒章。祖父に石黒忠悳、父に石黒忠篤が居る。

## 経歴
1916年（大正5年）3月28日、東京府東京市牛込区揚場町17番地（現東京都新宿区揚場町）に石黒忠篤の次男として生まれる。父は農政の神様といわれた農林大臣の石黒忠篤。祖父は日本陸軍軍医で日本赤十字社第4代社長の石黒忠悳。
旧制成蹊高等学校を経て1941年（昭和16年）に京都帝国大学法学部を卒業し、翌年三井物産に入社。戦時中は物資補給を担った。このときの部下に楊馥成が居る。1946年（昭和21年）、三井物産退社。1947年（昭和22年）、古美術商として、株式会社三日月を創立し社長に就任。1971年（昭和46年）、株式会社東京美術倶楽部取締役。1979年（昭和54年）、関東ラグビーフットボール協会会長。1987年（昭和62年）、株式会社三日月を退任し、会長に就任。株式会社東京美術倶楽部の取締役を退任。
1981年（昭和56年）、紺綬褒章受章。 
1992年（平成4年）3月2日、心筋梗塞により、東京都済生会中央病院で死去。

### 古美術商・研究者として
1959年（昭和34年）、京都大学のイラン・アフガニスタン・パキスタン学術調査に参加。1975年（昭和50年）、財団法人中近東文化センター評議員。1976年（昭和51年）、日本オリエント学会理事、東京大学西アジア学術調査に参加。1977年（昭和52年）、古代オリエント博物館理事。1989年（平成元年）、財団法人中近東文化センター監事。
先史時代から18世紀までの中近東の古美術品の収集に尽力し、考古学的にも多大な貢献を果たした。
エジプト文明・メソポタミア文明から始まる、中近東・地中海地域における考古学的に重要な発掘物を数多く集め、詳細な分析と比較研究がなされた。現在それらの収蔵品は財団法人中近東文化センターに展示、保存されている。

### レストラン創立者として
1958年（昭和33年）、レストランクレッセントを設立し、社長に就任。石黒によって古美術商と両立する形で創立されたフランス料理店のクレッセントは、美術館も兼ねながら当時の政財界の社交場として多くの著名人に利用される。
建物は独特の洋館で内装もアンティーク調で統一されており、観光名所として訪れる人もいた。ミシュランガイド東京2008年版では1つ星の評価を、同2009年版では2つ星の評価を獲得したが、2020年10月31日に閉店した。